# Mitrofan Kolosov
Mitrofan Aleksejevitj Kolosov (ryska: Митрофан Алексеевич Колосов), född 1839 i Dmitrijev-na-Svape, guvernementet Kursk, död 26 januari (gamla stilen: 14 januari) 1881 i Jalta, var en rysk språkforskare.
Kolosov var från 1871 professor i ryska språket och litteraturen i Warszawa. Han inlade stora förtjänster om rysk språkhistoria och dialektologi. Han kan jämte Aleksandr Potebnja rentav betraktas som grundläggare av dessa båda discipliner genom Otjerk istorii zvukov i form russkago jazyka s XI po XVI stol. (1872) och Obzor zvukovych i formaljnych osobennoslej narodnago russkago jazyka (1878), båda visserligen tämligen registerartade, men säkert grundade på fakta (såvitt sådana för honom var tillgängliga). Han grundlade tidskriften "Russkij filologitjeskij viestnik" (fr.o.m. 1878, fortsatt av Aleksandr Smirnov och Jevfimitj Karskij).